# ذرة السناجيب
ذُرة السناجيب أو ثنائيّة المهماز الكنديّة (الاسم العلمي: Dicentra canadensis) هي نبات مزهر من شرق أمريكا الشمالية لها أزهار بيضاء غريبة الشكل وأوراق مقسمة بشكل رفيع.